# Бондо (Бергамо)
Бондо је насеље у Италији у округу Бергамо, региону Ломбардија.
Према процени из 2011. у насељу је живело 153 становника. Насеље се налази на надморској висини од 825 м.